# Dipartimento di Tafí Viejo
Tafí Viejo è un dipartimento collocato nel centro-nord della provincia argentina di Tucumán, con capitale Tafí Viejo.
Confina a nord con il dipartimento di Trancas, a est con i dipartimenti di Burruyacú e Cruz Alta; a sud con i dipartimenti di Capital, Yerba Buena e Lules; e a ovest con il dipartimento di Tafí del Valle.
Secondo il censimento del 2001, su un territorio di 1.210 km², la popolazione ammontava a 108.017 abitanti.
I municipi del dipartimento sono:
- Anca Juli
- El Cadillal
- La Esperanza
- Las Talitas
- Los Nogales
- Raco
- Tafí Viejo